# Wikariat apostolski Mitú

Mapa wikariatu

Wikariat apostolski Mitú (łac. Apostolicus Vicariatus Mituensis) – wikariat apostolski Kościoła rzymskokatolickiego w Kolumbii, podległy bezpośrednio Stolicy Apostolskiej. 

## Historia
Papież Pius XII 9 czerwca 1949 roku erygował prefekturę apostolską Mitú bullą Evangelizationis operi wydzielając ją z terytorium wikariatu apostolskiego Los Llanos de San Martín. 
19 stycznia 1989 roku z terytorium prefektury wydzielony został wikariat apostolski San José del Guaviare, natomiast 19 czerwca tego samego roku prefektura została podniesiona do rangi wikariatu apostolskiego Mitú-Puerto Inírida.
30 listopada 1996 roku wikariat został podzielony na dwa wikariaty apostolskie: Mitú i Inírida.

## Ordynariusze

### Prefekci apostolscy Mitú
- Gerardo Valencia Cano MXY (1949–1953)
- Heriberto Correa Yepes MXY (1953–1966)
- Belarmino Correa Yepes MXY (1967–1989)

### Wikariusze apostolscy Mitú-Puerto Inírida/Mitú
- José Gustavo Angel Ramírez MXY (1989–2009)
- Medardo de Jesús Henao del Río MXY (od 2013)